# Вашингтон-Слагбаай (национальный парк)
Вашингтон-Слагбаай (англ. Washington Slagbaai National Park) — национальный парк и экологический заповедник в северо-западной части острова Бонайре в Карибском бассейне Нидерландов. 5643 гектара (21,79 кв. миль) парка, покрывающего примерно пятую часть острова Бонайре, находится в ведении некоммерческого фонда STINAPA Bonaire от имени правительства Бонайре. Основанный в 1969 году, национальный парк Вашингтон-Слагбаай стал первым природным заповедником на бывших Нидерландских Антильских островах.
Флора насчитывает около 340 видов. Многие из семейств растений (около 40 %) представлены только одним видом. Парк также является ключевой орнитологической территорией, поскольку служит местом гнездования, ночлега и добывания корма для находящихся под угрозой исчезновения или имеющих ограниченный ареал видов птиц. Минеральные озёра — это место обитания фламинго, которым создали охраняемые участки для строительства гнёзд.
Одним из наиболее защищённых видов попугаев является желтоплечий амазон. Вероятность выживания птенцов в гнезде очень мала. Крысы, дикие кошки и другие птицы едят яйца, но наибольшую опасность представляют люди. Они вынимают птенцов из своих гнёзд, чтобы продать их. Торговля в настоящее время запрещена международной конвенцией (СИТЕС). С 2008 года популяция вида снова увеличилась.